# Девід Абдул
Девід Абдул (нід. David Abdul; нар. 17 серпня 1989, Ораньєстад, Аруба) — арубанський футболіст, нападник.

## Клубна кар'єра
Народився в місті Ораньєстад, Аруба. Футбольну кар'єру розпочав у роттердамській «Спарті», у сезоні 2008/09 років переведений до першої команди «Спарти», яка виступала в Ередивізі. Після приєднання до професіональної команди Абдул був гравцем резерву, разом з такими гравцями, як Райделл Пупон, Едуард Дюплан, Джошуа Джон, Жоей Годі чи Чарльз Діссель, дуже рідко використовувався в атакувальній ланці другого за величиною футбольного клубу Роттердама. На професіональному рівні дебютував за «Спарту» 18 січня 2009 року в нічийному (1:1) домашньому поєдинку проти «Гронінгена», в якому вийшов на поле на 75-ій хвилині замість Джошуа Джона. До кінця сезону зіграв ще три неповні матчі, в той же час роттердамський клуб посів 13-те місце в підсумковій таблиці Ередивізі. У Кубку Нідерландів 2008/09 зіграв трохи менше півгодини у програному поєдинку раунду плей-оф проти «Неймегена». У сезоні 2009/10 нападник провів ще два поєдинки в чемпіонаті. Наприкінці сезону «Спарта» програла плей-оф за право збереження місця в еліті нідерландського футболу землякам з «Ексельсіора» й видетіли до Еерстедивізі. У 2011 році з зарплатнею 65 312 доларів став найвисокооплачуванішим спортсменом на Арубі. Виступав два роки за РВВХ з четвертого дивізіону чемпіонату Нідерландів, а в 2013 році приднався до арубанського клубу «СВ Дакота». З 2014 року дані про клубні виступи Аблула відсутні.

## Кар'єра в збірній
У футболці національної збірної Аруби дебютував 9 липня 2011 року в переможному (4:2) домашньому поєдинку чемпіонату світу проти Сент-Люсії, в якому також відзначився своїм єдиним голом за національну команду. У 2012 році в складі національної збірної став переможцем 3-го розіграшу кубку АБКС. З 2011 по 2015 рік провів 5 поєдинків за збірну Аруби.

## Особисте життя
Старший на три роки брат Девіда, Ерік, також професіональний футболіст, виступав на позиції воротаря. Також перебував у структурі роттердамської «Спарти», але на дорослому рівні не зіграв за клуб жодного офіційного матчу. Згодом він також грав за «СВ Дакота».